# Lina Sandell
Lina Sandell (nombre completo: Karolina Wilhelmina Sandell-Berg ) (3 de octubre de 1832 – 27 de julio de 1903) fue una poeta sueca y autora de himnos gospel.

## Biografía
Lina Sandell creció en la rectoría de la parroquia de Fröderyd en la diócesis de Växjö en Småland, Suecia, porque su padre era ministro luterano. A a edad de 12 años, tuvo una experiencia que le condicionó toda su vida. Sufrió una parálisis parcial que la confinó a estar en la cama la mayor parte del tiempo. Aunque la medicina no auguraba una posible recuperación completa, sus creyentes padres siempre confieron en que Dios con el tiempo la curaría. Un domingo por la mañana, mientras sus padres estaban en la iglesia, comenzó a leer la Biblia y a orar fervientemente. Cuando sus padres regresaron, se sorprendieron al encontrarla vestida y caminando libremente. Después de esta experiencia de curación física, Lina Sandell comenzó a escribir versos que expresaban su gratitud y amor por Dios, publicando su primer libro de poesía espiritual a la temprana edad de 16 años. Lina Sandell  amaba y admiraba mucho a su padre, con quien pasaba mucho tiempo. Un día, acompañó a su padre en un viaje en bote por el lago Vättern, durante el cual se cayó por la borda y se ahogó en su presencia. Después de este trágico suceso, aunque anteriormente había escrito muchos textos de himnos, a partir de ese momento los pensamientos poéticos de Lina Sandell comenzaron a fluir de su corazón roto.  

## Trayectoria
En la obra de Lina Sandell, todos sus himnos reflejan una confianza tierna e infantil en su Salvador y un profundo sentido de presencia permanente en su vida. Escribió más de seiscientos himnos, incluidos Tryggare kan ingen vara (Hijos del Padre Celestial) y Blott en dag (Día a día).
La popularidad de Sandell se debe en gran medida a las actuaciones de Oscar Ahnfelt, quien puso muchos de sus versos a la música. Ahnfelt tocaba la guitarra y cantaba sus himnos en toda Escandinavia. Sandell dijo una vez: "Ahnfelt ha cantado mis canciones en los corazones de la gente". La soprano Jenny Lind -conocida como el ruiseñor sueco- también promovió los himnos de Sandell cantándolos en conciertos y financiando su publicación.
Según cuenta Ernest Edwin Riden, fue en medio del movimiento de renacimiento religioso cristiano de Rosenius, que Lina Sandell se dio a conocer a sus compatriotas como una gan compositora. Rosenius y Ahnfelt sufrieron mucha persecución en sus esfuerzos evangélicos. Prueba de ello fue la petición popular hecha al rey Carlos XV, gobernante de los reinos de Suecia y Noruega, para que prohibiera la predicación y el canto de Ahnfelt, pero este no consintió hasta tener la oportunidad de escuchar al conocido trovador espiritual. Recibida la orden de comparecer en el palacio real y preocupado por lo que debía cantarle al rey, Ahnfelt le pidió a Lina Sandell que escribiera un himno para la ocasión. Así fue como se presentó en el palacio, con su guitarra bajo el brazo y el himno de Sandell. Cuando el rey terminó de escuchar -con lágrimas en los ojos- le dijo "Puedes cantar lo que quieras en mis dos reinos".

Who is it that knocketh upon your heart’s door; In peaceful eve?
Who is it that brings to the wounded and sore; The balm that can heal and relieve?
Your heart is still restless, it findeth no peace;
In earth’s pleasures;

Your soul is still yearning, it seeketh release; To rise to the heavenly treasures.
¿Quién es el que llama a la puerta de tu corazón?

¿Quién es el que trae a los heridos y doloridos el bálsamo que puede curar y aliviar?
Tu corazón sigue inquieto, no encuentra paz en los placeres de la tierra.

Tu alma aún está anhelando, busca la liberación para elevarse a los tesoros celestiales.
Linda Sandell

## Vida personal
Linda Sandell se casó en 1867 con un comerciante mayorista y futuro miembro del Parlamento sueco, Oscar Berg (1839-1903). Establecieron su residencia en Estocolmo. Su único hijo murió al nacer. En 1892, Lina Sandell enfermó con fiebre tifoidea. Murió en 1903 a la edad de setenta años y fue enterrada en la iglesia de Solna en el gran Estocolmo. Su marido, Oscar Berg murió en octubre de ese mismo año, debido a complicaciones causadas por su diabetes.

## Legado
En honor a Lina Sandell, el tren Y32 1404, de Krösatågen en Småland y Halland, que se mueve a través de las vías del ferrocarril entre Jönköping - Växjö, Nässjö - Halmstad y Jönköping- Tranås, fue bautizado con su nombre.